# Orquesta de Instrumentos Autóctonos y Nuevas Tecnologías
La Orquesta de Instrumentos Autóctonos y Nuevas Tecnologías con sede en la Universidad Nacional de Tres de Febrero fue fundada en el año 2004 por el compositor, director, investigador y educador argentino Alejandro Iglesias Rossi y la educadora, eutonista, musicóloga, iconografa y directora de Artes Escénicas y Visuales Susana Ferreres. Desde el momento de su creación la Orquesta ha realizado un trabajo interdisciplinario que abarca las áreas de investigación en el área de composición, interpretación, lutería y creación de máscaras, buscando así reunir las diferentes áreas del conocimiento relacionadas con la música.

## Fundamentación
La Orquesta de Instrumentos Autóctonos y Nuevas Tecnologías de la Universidad Nacional de Tres de Febrero  parte de la concepción de otorgar a los instrumentos nativos de América la misma "dignidad ontológica" que a los instrumentos heredados de la tradición europea y los  desarrollados por la tecnología digital. Asimismo, busca salvar la brecha, la compartimentación (heredada de una cierta concepción tardía en la historia de la música), entre el compositor y el intérprete. Por ello, todos los integrantes son a la vez creadores y ejecutantes de sus propias obras, constructores de muchos de los instrumentos que interpretan y de las máscaras que se utilizan en los conciertos.

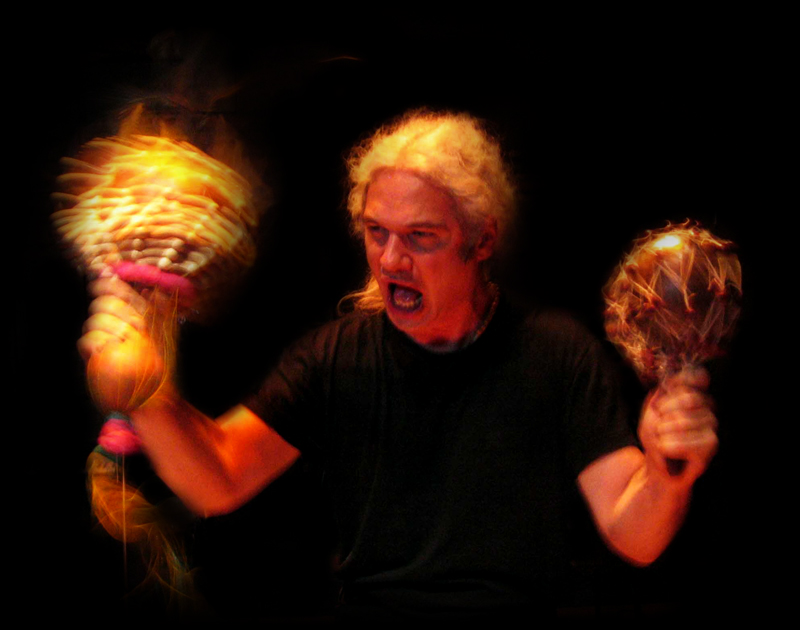
Alejandro Iglesias Rossi - Director

## Quiénes la integran

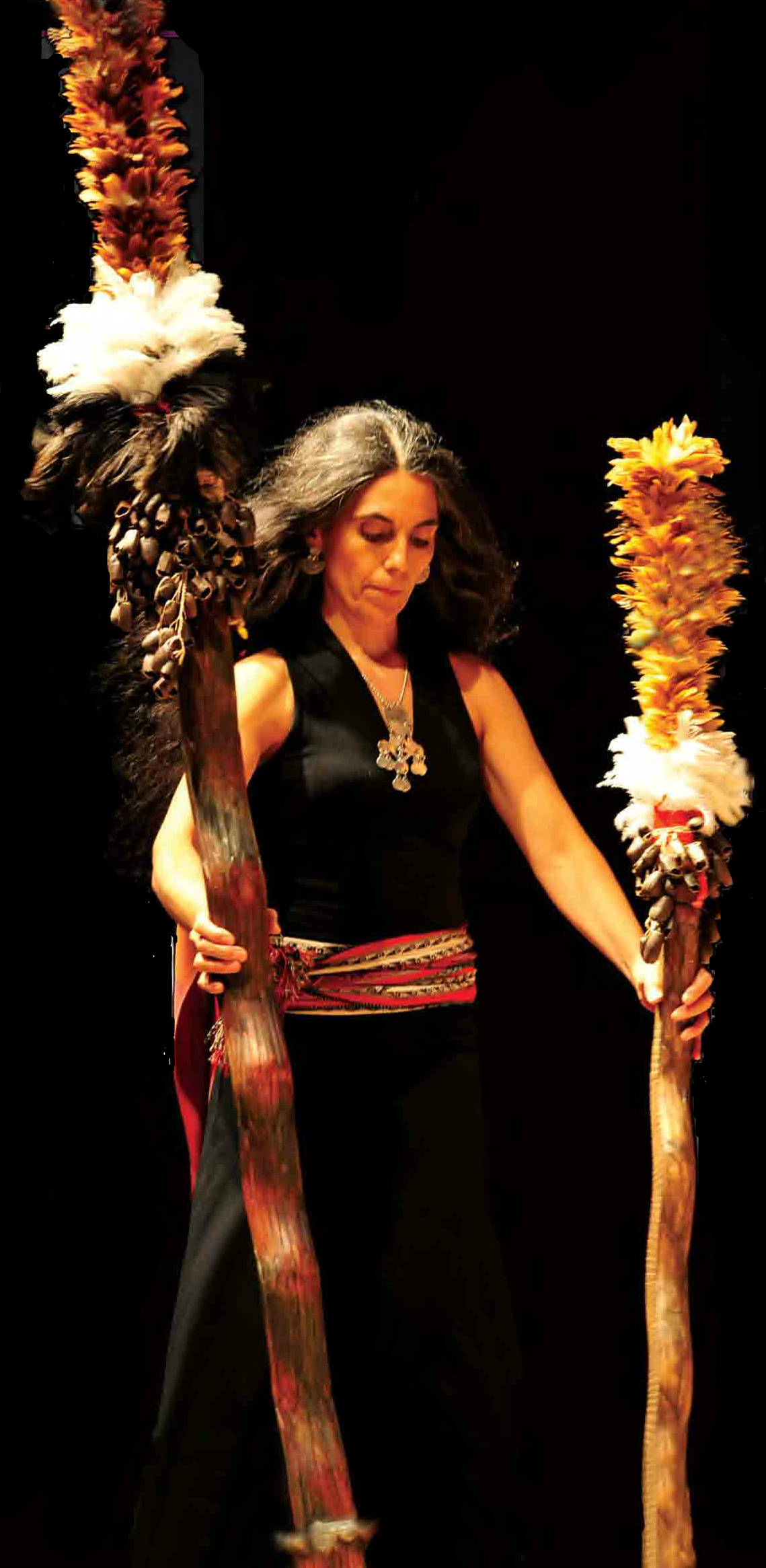
Susana Ferreres - Directora de Artes Escénicas y Visuales

La Orquesta ha sido integrada a lo largo de su trayectoria por profesores y alumnos de la Maestría en Creación Musical, Nuevas Tecnologías y Artes Tradicionales, de la Ingeniería de Sonido, de la Licenciatura en Artes Electrónicas y de la Licenciatura en Música Autóctona, Clásica y Popular de América.

## Conciertos y seminarios
Se ha presentado en Conciertos y Seminarios alrededor del mundo: 
- Festival de L’Imaginaire de la Maison des Cultures du Monde (Francia)
- Conservatoire National Supérieur de Musique et de Danse de Paris (Francia)
- Festival des Peuples et des Cultures des Déserts (Sahara, Argelia)
- World Music Days (Hong Kong)
- Festival Latitude 35° South (Sudáfrica)
- Biblioteca de Alejandría (Egipto)
- Indonesia Art Summit (Yakarta, Indonesia)
- Festival Internacional Cervantino (México)
- International Festival Is Arti (Lituania)
- Reflections Festival (Singapur)
- Festival Internacional de Percusión (Puerto Rico)
- Festival de Djoua (Argelia)
- Festival Chileno de Música Contemporánea (Santiago de Chile)
- Festival Ad Libitum (Polonia)
- Festival Internacional de Hammamet (Túnez)
- World Music Festival (Riga, Letonia)
- Teatro Municipal de La Paz (Bolivia)
- Eesti Concert Season (Tallinn, Estonia)
- Teatro Colón de Buenos Aires (Argentina)
- Egyptian Center for Culture and Arts (El Cairo, Egipto)
- Museo Nacional de Nueva Zelandia Te Papa Tongarewa (Nueva Zelandia)

## Difusión radial internacional
Su último concierto del año 2010 fue difundido por la EBU (Unión Europea de Radios), en directo para toda Europa. 
En el pasado, sus grabaciones fueron difundidas por: BBC, Radio France, Deutschland Radio, RAI, Polskie Radio, Australian Broadcasting Corporation, NHK Tokio, Radio Suisse Romande, Société Radio Canadá-CBC, Danmarks National Radio, New Zealand Radio, Radio Nacional de Argentina, entre otros organismos de radiodifusión.

## Publicaciones discográficas
En el año 2007 el sello de la Universidad Nacional de Tres de Febrero, UNTREF SONORO, edita un álbum doble (CD/DVD) con imágenes del concierto brindado durante el Seminario organizado por la Red de Investigación y Creación Musical de América (Ricma) en la Isla del Sol del Lago Titicaca y el Teatro Municipal de en el Teatro Municipal de La Paz, Bolivia, en 2005.